# Volkswagen Taos
Le Volkswagen Taos est un SUV compact produit par le constructeur automobile allemand Volkswagen à partir de 2021 au Mexique pour le marché nord-américain et en Argentine pour l'Amérique latine. Il est très proche du Tharu produit et vendu uniquement en Chine depuis 2018.

## Présentation

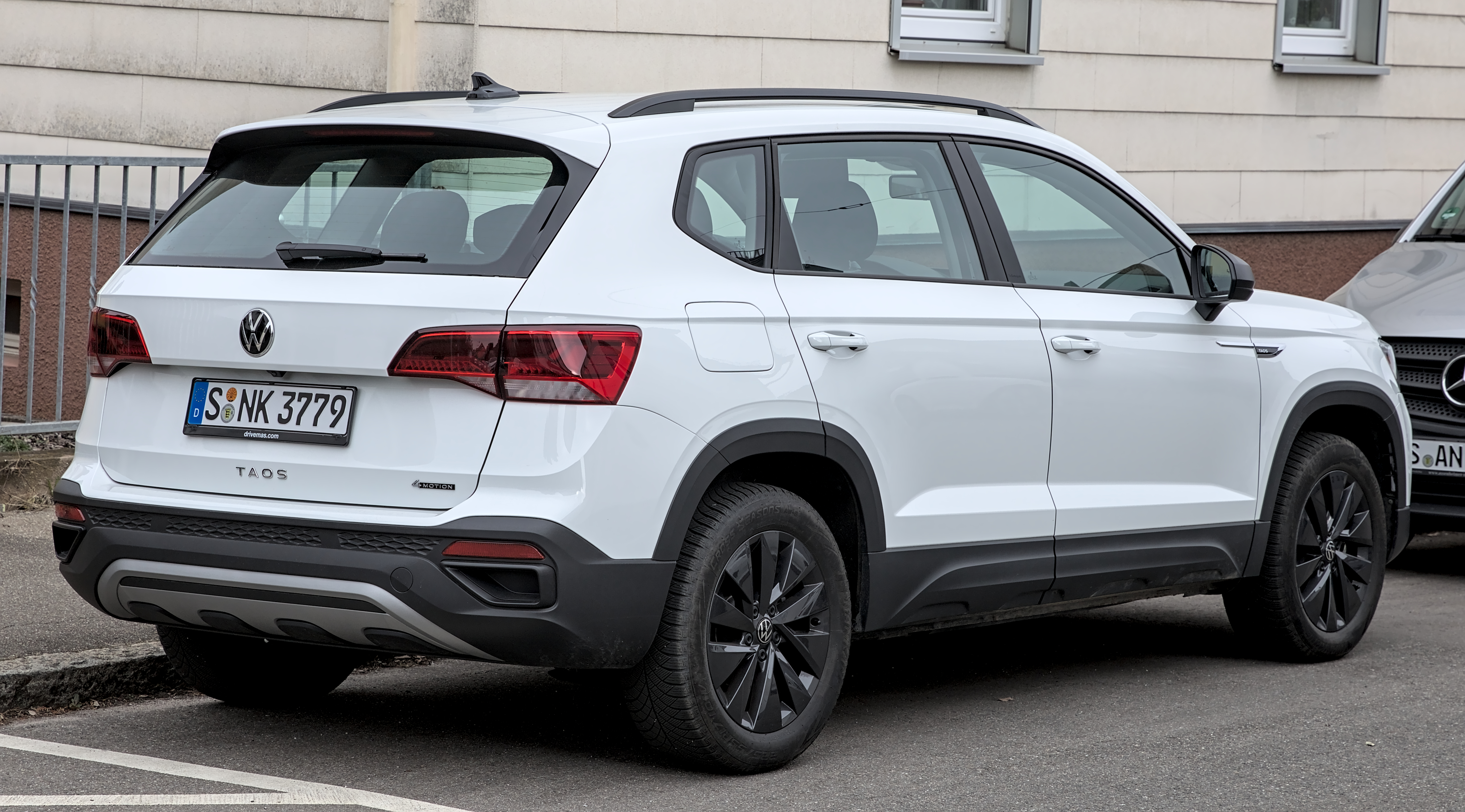
Volkswagen Taos

Le Volkswagen Taos est dévoilé en octobre 2020 pour une commercialisation au printemps 2021. Comme les autres SUV de la marque allemande (T-Cross, T-Roc, Tiguan, Touareg), son nom commence par un T, et il provient du nom d'une commune du Nouveau-Mexique, aux États-Unis dans le comté de Taos.

## Caractéristiques techniques

### Motorisation
Le Taos reçoit un 4-cylindres 1,5 litre TFSI de 160 ch et 250 N m de couple[réf. nécessaire].

## Finitions
Finitions disponibles [Où ?][Quand ?]
- Trendline
- Comfortline
- Highline